# Sanfrè
Sanfrè település Olaszországban, Piemont régióban, Cuneo megyében. Lakosainak száma 3036 fő (2023. január 1.). Sanfrè Bra, Cavallermaggiore, Sommariva del Bosco, Sommariva Perno és Pocapaglia községekkel határos.

## Népesség
A település lakossága az elmúlt években az alábbi módon változott:
| Lakosok száma | 3038 | 3021 | 3036 |
|               | 2017 | 2018 | 2023 |